# Cybèle Varela
Cybèle Varela (Petrópolis, 1943) è un'artista brasiliana.
È un'artista multimediale, che lavora tra pittura, video e fotografia.

## Biografia
Dal 1962 al 1966 studia al MAM (Museo di Arte Moderna) a Rio de Janeiro. Negli anni 1960, partecipa a numerose mostre in Brasile e nell'America del Sud, in gallerie private, istituzioni pubbliche e musei. Riceve diversi premi a Rio, San Paolo, Campinas, Paraná e Pampulha. Nel 1967, partecipa per la prima volta alla Biennale di San Paolo, dove espone tre dipinti e due oggetti. Uno di questi, intitolato Il Regalo è stato ritirato dalla Biennale nel giorno stesso dell'inaugurazione perché considerato offensivo al governo dittatoriale brasiliano. Lo stesso anno, riceve il premio « Giovane Arte Contemporanea » del Museo d'Arte Contemporanea di San Paolo.
Nel 1968, si trasferisce a Parigi con una borsa di studi del governo francese. Studia all'École du Louvre e all'École pratique des hautes études. Partecipa a numerose mostre, al Salon de Mai, Salon Comparaison, Grands et Jeunes d'Aujourd'hui, Festival de Cagnes-sur-Mer. Nel 1975, è selezionata dai critici Jean-Jacques Lévêque e André Parinaud per partecipare alla mostra 30 Créateurs – Sélection 75, dove è l'unica artista donna, acanto a Lindstrom, Pierre Soulages, Arman, Peter Klasen ed altri. Le sue opere s'inseriscono allora nella corrente della figuration narrative, e sono difese dai critici Pierre Restany, Jean-Jacques Lévêque, Jean-Marie Dunoyer, Gérald Gassiot-Talabot, Dany Bloch e Jean-Luc Chalumeau.
Nel 1978, si trasferisce a Ginevra, in Svizzera. Realizza diverse mostre in Svizzera, Italia, Belgio, Germania, e Stati Uniti. Nel 1997, il governo brasiliano offre una delle sue opere, della serie Image, alle Nazioni Unite di Ginevra, per la collezione permanente del Palazzo della Società delle Nazioni.
Nel 2003, presenta l'installazione Surroundings al MNBA (Museo Nazionale delle Belle Arti) a Rio de Janeiro, dedicata al tema dei Cangaceiros brasiliani, in seguito presentata al MAC (Museo d'Arte Contemporanea) di San Paolo nel 2005.

## Opere
Negli anni 1960, la Varela è protagonista del movimento tropicalista carioca, una corrente artistica brasiliana che si sviluppa sulla scia del Pop Art americano. Le sue opere criticano i stereotipici della vita urbana e « le metamorfosi dell'uomo nel ambiente urbano ». Esempio di questa fase è il tritico Di tutto quello che avrebbe potuto essere ma che non è stato (1967, Premio Giovane Arte Contemporanea, Museo d'Arte Contemporanea, San Paolo). 
A Parigi, la ricerca diventa più introspettiva e s'incentra sull'osservazione della natura. Secondo il critico Pierre Restany, « Cybèle Varela non dipinge paesaggi. La totale banalità dell'immagine speculare è soltanto un pretesto ».  La natura viene rappresentata in modo distante, come un riflesso della cultura contemporanea, pretesto per una riflessione sulla questione della rappresentazione delle immagini, che s'inserisce nella corrente della figuration narrative. Nei suoi dipinti, video e fotografie, la Varela s'interessa ai problemi legati all'apparenza e alla rappresentazione del tempo, che sviluppa nella sua analisi dei raggi solari, come nel video intitolato Imagine (1976, Centre Georges Pompidou, Parigi). Come scrive Bruno Mantura, « la geometria è ancora padrona della composizione degli anni 1980 ».
Dal 2000, i suoi dipinti tentano verso una figurazione più critica ed ironica, con accenti pop surrealistici. Nelle sue installazione visive il dialogo con la storia diventa sempre più presente, come nella mostra Surroundings a Rio o nel progetto Ad Sidera per Athanasius Kircher.

## Mostre

### Personali (selezione)
- Museo d'Arte Contemporanea, San Paolo, 2005
- Museo Nazionale delle Belle Arti, Rio de Janeiro, 2003
- Demenga Gallery, Berlino, 2001
- Museo Imperiale, Petrópolis, 1992
- Bonino Gallery, Rio de Janeiro, 1992, 1988, 1986, 1984, 1975
- Art Museum of the Americas, Washington DC, 1987
- Wallace Wentworth Gallery, Chicago, 1987
- Focus Gallery, Losanna, 1985
- Galleria Bonaparte, Milano, 1983
- CAYC, Buenos Aires, 1982
- Galerie Engelberts, Ginevra, 1982
- Funarte, Rio de Janeiro, 1981
- Canon Photo Gallery, Genève, 1980
- Museo d'Arte Contemporanea, San Paolo, 1980
- Museo Cantonale delle Belle Arti, Losanna, 1980
- Galerie Camille Renaud, Parigi, 1977, 1975
- Canning House, Londra, 1976
- Galerie Liliane François, Parigi, 1974

### Collettive (selezione)
- Outros 60's, Museo d'Arte Contemporanea, Curitiba, 2006
- Anos 60 na Coleçao Sattamini, Museo d'Arte Contemporanea, Niteroi/Rio de Janeiro, 2004
- A Cidade dos Artistas, Museo d'Arte Contemporanea, São Paulo, 1999
- Arte Brasileira: 50 anos de historia no acervo MAC/USP, Museo d'Arte Contemporanea, São Paulo, 1996
- O que faz você agora geração 60?, Museo d'Arte Contemporanea, São Paulo, 1991
- Centre d'art visuel, Ginevra, 1985
- Biennale di San Paolo, 1981, 1969, 1967
- Musée Rath, Ginevra, 1981
- VII Festival Internazionale di Pittura, Cagnes-sur-Mer, 1977
- Salon Comparaison, Parigi, 1976, 1975, 1972
- Grands et Jeunes d'Aujourd'hui, Parigi, 1976
- 30 Créateurs d'Aujourd'hui, mostra itinerante in Francia, 1975
- Salon de Mai, Parigi, 1974
- Biennale de Montevideo, 1970
- Salone d'Arte Moderna, San Paolo, 1969
- Museo d'Arte Moderna, Rio de Janeiro, 1964